# Alajärvi (sjö i S:t Michel, Södra Savolax)
Alajärvi är en sjö i kommunen S:t Michel i landskapet Södra Savolax i Finland. Sjön ligger 85,3 meter över havet. Arean är 1,61 kvadratkilometer och strandlinjen är 17,17 kilometer lång. Sjön  ingår i Vuoksens huvudavrinningsområde.   Den ligger omkring 16 kilometer öster om S:t Michel och omkring 220 kilometer nordöst om Helsingfors. 
I sjön finns öarna Haikonsaari, Hiekonsaari, Kalliorannansaari och Koskisaari. Alajärvi ligger söder om Syysjärvi. 